# Pelikan Holding AG
Pelikan Holding AG (ou simplesmente Pelikan) é um grupo empresarial alemão, voltado para a produção sobretudo de materiais de escritório e escolares, fundado em 1838.

## Histórico
Já em 1832 o químico Carl Hornemann iniciou, em Hanover, sua própria produção de tintas. A empresa, porém, considera como a data inicial de sua existência a partir do momento em que Hornemann passou a vender seu produto. A data, portanto, de sua fundação é 28 de abril de 1838, quando a companhia comemora seu aniversário.↑ 
O sucesso das vendas fez com que Hornemann, em 1842, adquirisse novas instalações.

### O símbolo

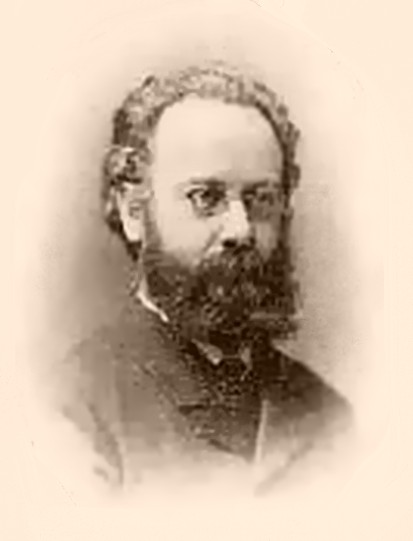
O químico Günther Wagner

O Pelicano, marca registada da empresa, veio a ser utilizado quando, em 1871, o químico Günther Wagner passou a dirigir a companhia, e a ela incorporou o emblema familiar como logotipo da empresa. Registrada em 1878, é uma das primeiras marcas registradas da Alemanha.↑ 

### Ampliação

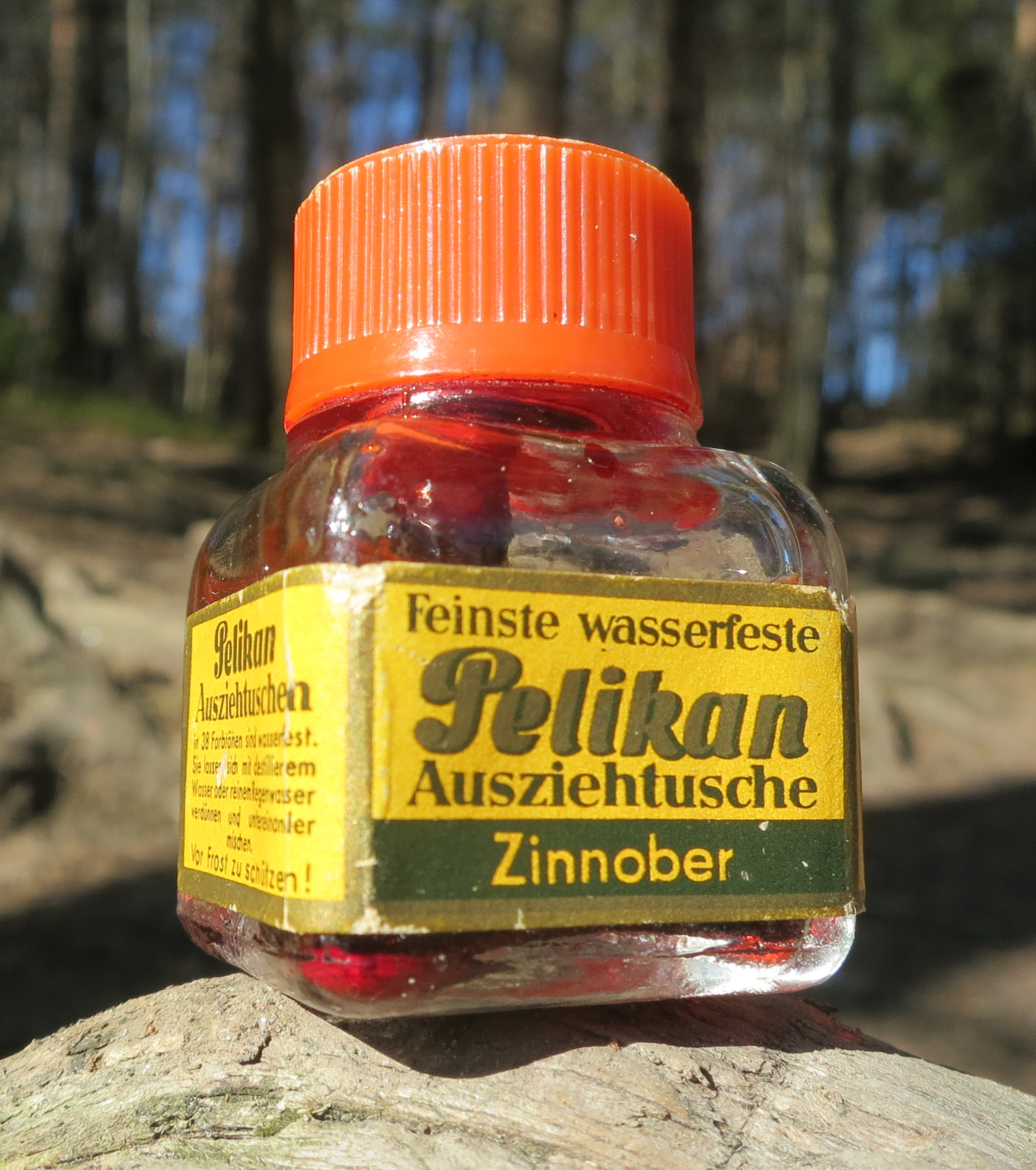
Tinta Pelikan da década de 1960

Em 1888 o genro de Günther Wagner, Fritz Beindorff, assume a empresa, e esta passa, além das tintas a fabricar produtos de escritório os mais variados. A empresa, que já vinha conquistando alguns mercados europeus, inicia sua expansão.↑ 

### Der Pelikan
A partir de 1912 e com duração até 1971, a empresa publicou uma revista intitulada Der Pelikan, onde técnicos, artistas e professores alemães e de outros países traziam dicas e lições, falando sobre o uso dos diferentes materiais.↑ 

## Inovações
A Pelikan criou algumas inovações, como a da caneta-tinteiro, em 1929, chamada de "Modelo 100", com um sistema copiado pelos demais fabricantes como a Montblanc, OMAS e Aurora.↑ 